# Excidobates mysteriosus
Excidobates mysteriosus är en groddjursart som först beskrevs av Myers 1982.  Excidobates mysteriosus ingår i släktet Excidobates och familjen pilgiftsgrodor. IUCN kategoriserar arten globalt som starkt hotad. Inga underarter finns listade i Catalogue of Life.

## Bildgalleri

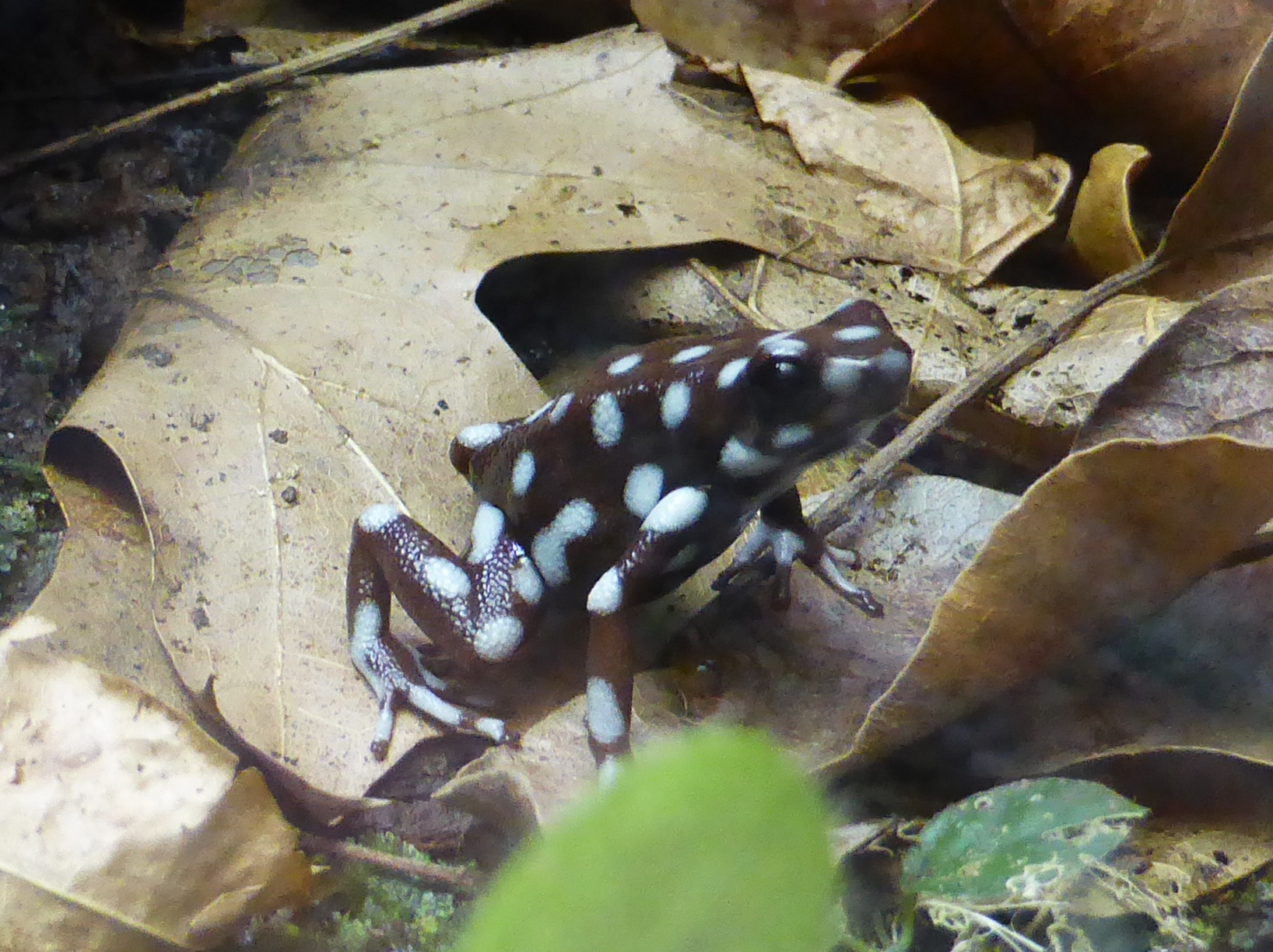
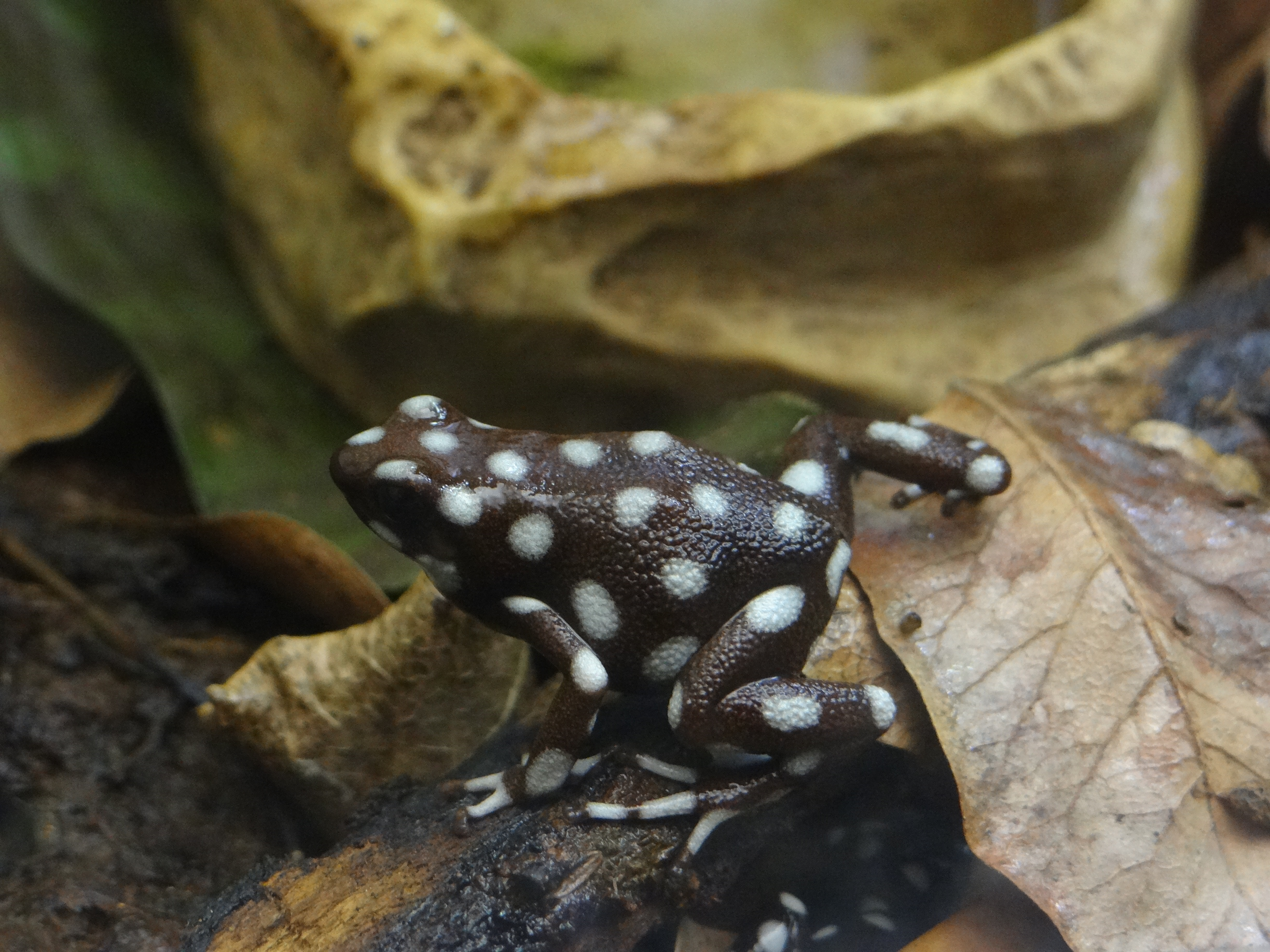